# Industria pesquera

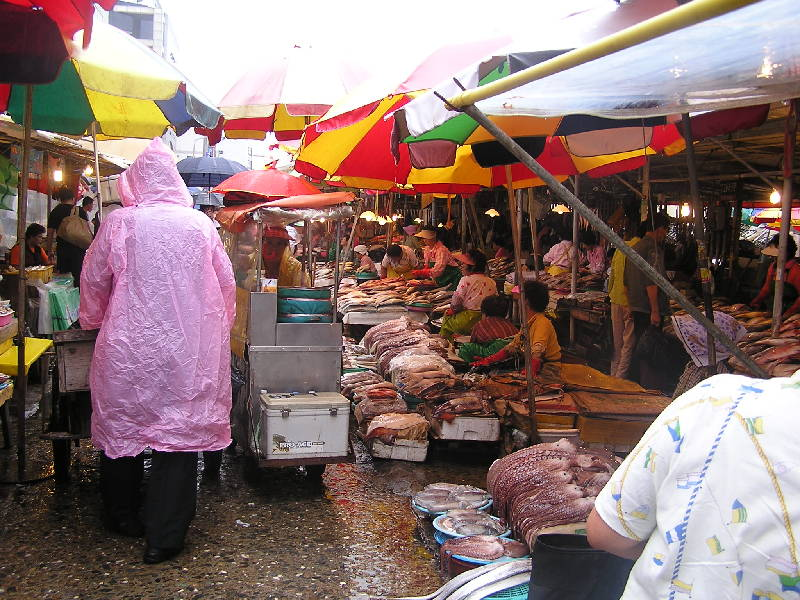
Mercado de pescado en Busan (Corea del Sur).

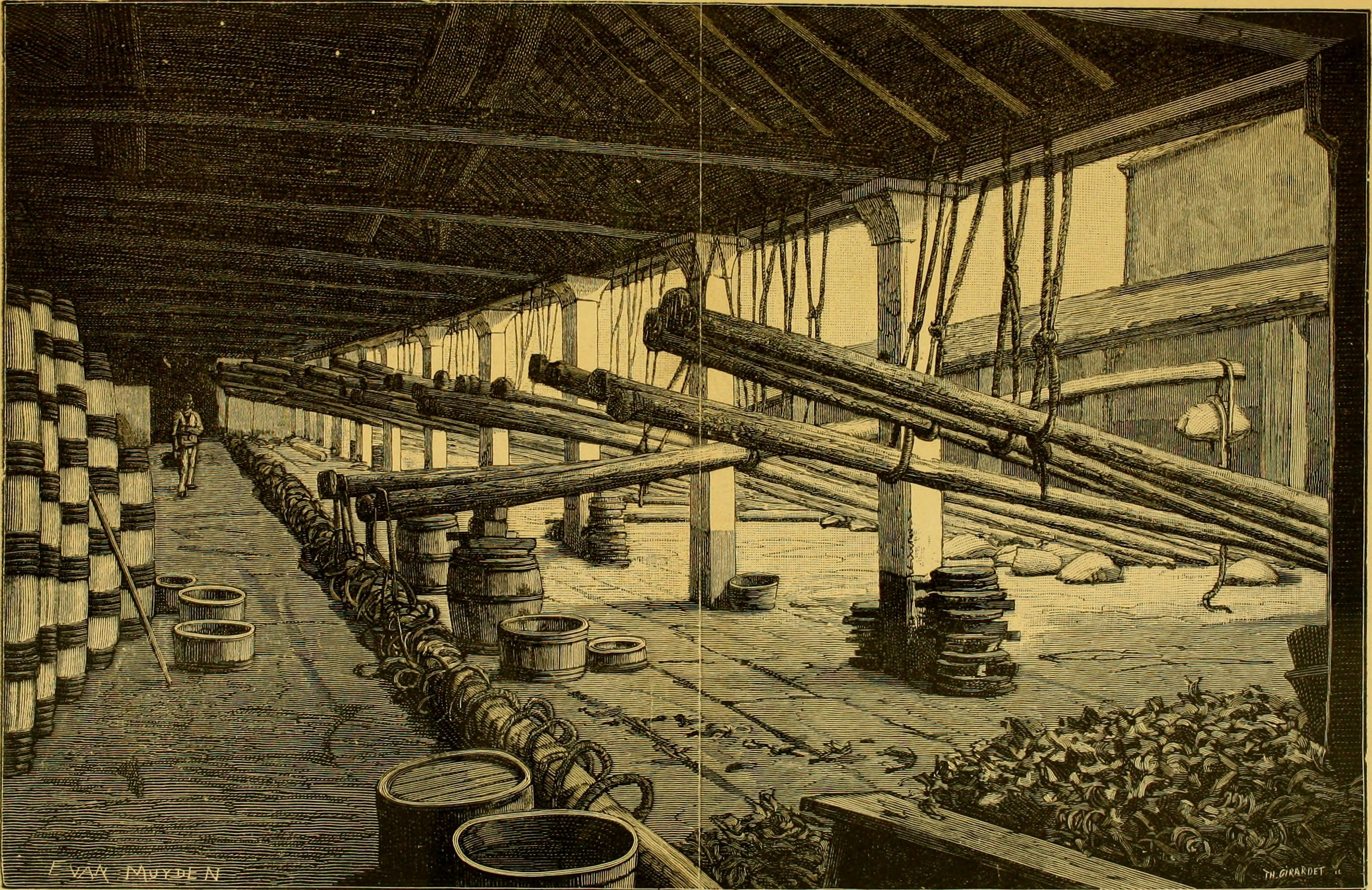
«Prensas de sardinas en Coruña», Anales de la Sociedad Española de Historia Natural (1891).

Industria pesquera o sector pesquero es la actividad económica del sector primario que consiste en pescar y producir pescados, mariscos y otros productos marinos para consumo humano o como materia prima de proscesos. Según estadísticas de la Organización de las Naciones Unidas para la Alimentación y la Agricultura (FAO), la producción pesquera mundial en 2001 fue de 130,2 millones de toneladas. Además de las capturas comerciales, 37,9 millones de toneladas fueron producidas en acuicultura (plantas acuícolas).
Es la captura de peces y otros organismos en agua salada (mar), salobre (esteros) o dulce (lagos, lagunas, estanque o ríos). La mayor producción proviene del mar, donde cada país tiene una zona económica exclusiva para navegar y pescar, de 370.4 km (200 millas náuticas) de extensión de la costa hacia mar adentro. Fuera de ese límite, la captura de especies marinas es libre, pues se consideran aguas internacionales.
En los años 1990 y años 2000 se ha hecho cada vez más evidente que la explotación pesquera ha diezmado severamente las poblaciones de ciertos tipos de pescados marinos, tales como el bacalao, que según el Fondo Mundial para la Naturaleza podría desaparecer en 15 años a ese ritmo.
Un sector de la industria pesquera que parece permanecer en buen estado de producción es el de la pesca de agua dulce en Canadá. La industria de la pesca comercial en Manitoba está formada por cerca de 3600 pescadores que producen el 25,95% de las capturas de agua dulce de Canadá.
Las especies que más se exportan son en orden de importancia: sardina, camarón, langostino y atún de aleta amarilla.